# Liste der Kulturdenkmäler in Hamburg-Wellingsbüttel
Die Liste der Kulturdenkmäler in Hamburg-Wellingsbüttel enthält die in der Denkmalliste ausgewiesenen Denkmäler auf dem Gebiet des Stadtteils Wellingsbüttel der Freien und Hansestadt Hamburg.
Basis ist der Datensatz Denkmalliste Hamburg auf dem Transparenzportal Hamburg. Dieser enthält alle Objekte, die rechtskräftig nach dem Hamburger Denkmalschutzgesetz vom 5. April 2013 unter Denkmalschutz stehen (§ 6 Abs. 1 DSchG HA) oder zumindest zeitweise standen. Die Denkmalliste steht auch als PDF-Dokument zur Verfügung. Alle Denkmäler in Wellingsbüttel, die schon nach dem Denkmalschutzgesetz vom 3. Dezember 1973, zuletzt geändert am 27. November 2007, unter Denkmalschutz standen, sind auch auf der Liste der Kulturdenkmäler im Hamburger Bezirk Wandsbek zu finden.

## Legende
- ID: Gibt die vom Denkmalschutzamt Hamburg vergebene Objekt-ID (Identifikationsnummer) des Kulturdenkmals an, (in Klammern gegebenenfalls die Denkmalnummer nach altem Denkmalschutzgesetz).
- Adresse: Nennt den Straßennamen und, wenn vorhanden, die Hausnummer des Kulturdenkmals. Die Grundsortierung der Liste erfolgt nach dieser Adresse.
- Art: Zeigt an, ob es ein Objekt („O“) oder ein Ensemble („E“) ist.
- Datierung: Gibt die Datierung an; das Jahr der Fertigstellung bzw. den Zeitraum der Errichtung.
- Ensemble: Gibt die Nummer des Ensembles an, zu der das Objekt gehört, bzw. bei Ensembles die Nummer des Ensembles selbst.

Hinweis: Die Grundsortierung der Liste erfolgt nach der Adresse und ist alternativ nach ID, Art (Objekt oder Ensemble), Typ, Datierung, Entwurf oder Kurzbeschreibung sortierbar.

| ID               | Adresse                                                                                   | Art | Typ                                                 | Kurzbeschreibung                                             | Datierung                | Entwurf                                     | Ensemble | Bild           |
| ---------------- | ----------------------------------------------------------------------------------------- | --- | --------------------------------------------------- | ------------------------------------------------------------ | ------------------------ | ------------------------------------------- | -------- | -------------- |
| 26498            | Eckerkamp 36 (Lage)                                                                       | O   | Zweifamilienhaus                                    |                                                              | 1932                     | Weber, Kurt                                 |          |                |
| 29675            | Friedrich-Kirsten-Straße 2 (Lage)                                                         | O   | Wohnhaus                                            | Wohnhaus, zwei Straßenlaternen und Bepflanzung an der Straße | 1890                     |                                             |          |                |
| 26496            | Friedrich-Kirsten-Straße auf der Höhe von Nr. 2 (Lage)                                    | O   | Steinbrüstung                                       |                                                              | 18. Jh.                  |                                             |          |                |
| 31076            | Friedrich-Kirsten-Straße o.Nr., auf der Höhe von Nr. 2a/2b, auf der Höhe von Nr. 8 (Lage) | E   |                                                     | Denkmalanlage Friedrich-Kirsten-Straße                       |                          |                                             | 31076    |                |
| 11772            | Friedrich-Kirsten-Straße o.Nr. (Lage)                                                     | O   | Grünanlage (Grünflächen; Teich; Bäume (Eichen))     | Grünanlage                                                   | 20. Jh., 1. Hälfte       |                                             | 31076    |                |
| 26858            | Friedrich-Kirsten-Straße auf der Höhe von Nr. 2a/2b (Lage)                                | O   | Denkmal                                             | Denkmal für Paul von Hindenburg                              | 1935                     |                                             | 31076    |                |
| 26857            | Friedrich-Kirsten-Straße auf der Höhe von Nr. 8 (Lage)                                    | O   | Kriegerdenkmal (Kriegerdenkmal 1914/18)             | Kriegerdenkmal 1914/18 Friedrich-Kirsten-Straße              | 1931                     |                                             | 31076    |                |
| 26495            | Langwisch 9 (Lage)                                                                        | O   | Villa                                               |                                                              | 1921                     | Mandix, Heinrich/Franck, Hans               |          |                |
| 26849 (1919)     | Lockkoppel 23 (Lage)                                                                      | O   | Einfamilienhaus mit Garten                          |                                                              | 1965; 1967/1968          | Schweger, Peter                             |          |                |
| 26850 (1890)     | Pfeilshofer Weg 31 (Lage)                                                                 | O   | Einfamilienhaus                                     |                                                              | 1926–1928                | Maas, Ludwig/Göbel, Paul                    |          |                |
| 31075            | Rabenhorst 7, 9, 11, o.Nr. (Lage)                                                         | E   |                                                     | Rabenhorst 7-11                                              |                          |                                             | 31075    | weitere Bilder |
| 26848            | Rabenhorst 7 (Lage)                                                                       | O   | Gebäude                                             |                                                              | 1915                     |                                             | 31075    |                |
| 26854            | Rabenhorst 9 (Lage)                                                                       | O   | Gebäude                                             |                                                              | 1914, um                 | nicht ermittelt                             | 31075    |                |
| 26855            | Rabenhorst 11 (Lage)                                                                      | O   | Verwaltungsgebäude                                  |                                                              | 1914, um                 | Schöss, Paul                                | 31075    |                |
| 27484            | Rabenhorst in der Grünanlage bei Nr. 13 (Lage)                                            | O   | Denkmal                                             | Denkmal für Kaiser Wilhelm I.                                | 1897                     |                                             |          |                |
| 29036            | Rabenhorst neben Nr. 7 (Lage)                                                             | O   | Gebäude                                             |                                                              | 1915                     | siehe Bilder unter Ensemble 31075           |          | BW             |
| 26860            | Rabenhorst neben Nr. 13 (Lage)                                                            | O   | Denkmal                                             | Denkmal für Johann Vincent Wentzel                           | 1919, nach               |                                             |          |                |
| 11773            | Rabenhorst o.Nr. (Lage)                                                                   | O   | Straßenpflaster                                     | Straßenpflaster vor Rabenhorst 7-11                          | 1900, um                 |                                             | 31075    |                |
| 31073            | Rehmkoppel 2, 4, Rehmkoppelstieg 3, 5 (Lage)                                              | E   |                                                     | Rehmkoppel 2-4, Rehmkoppelstieg 3-5                          |                          |                                             | 31073    |                |
| 26499            | Rehmkoppel 2, 4 (Lage)                                                                    | O   | Postgebäude                                         |                                                              | 1951–1954                | Jebe, F.                                    | 31073    |                |
| 26856            | Rehmkoppelstieg 3, 5 (Lage)                                                               | O   | Postgebäude                                         |                                                              | 1951–1954                | Jebe, F.                                    | 31073    |                |
| 31074            | Rolfinckstraße 6, 6 HTH (Lage)                                                            | E   |                                                     | Schule Rolfinckstraße                                        |                          |                                             | 31074    | weitere Bilder |
| 26501 (1260)     | Rolfinckstraße 6 (Lage)                                                                   | O   | Schulgebäude                                        | Schule Rolfinckstraße                                        | 1895                     | nicht ermittelbar                           | 31074    |                |
| 26500            | Rolfinckstraße 6 HTH (Lage)                                                               | O   | Turnhalle                                           |                                                              | 1915                     | nicht ermittelbar                           | 31074    |                |
| 26851            | Saseler Chaussee 91 (Lage)                                                                | O   | Wohnwirtschaftsgebäude                              |                                                              | 19. Jh.                  |                                             |          |                |
| 26497            | Strenge 5 (Lage)                                                                          | O   | Schulgebäude                                        |                                                              | 1934                     | Rockhoff, J.                                |          | weitere Bilder |
| 31070            | Up de Worth 23, 25, 27, o.Nr. (Lage)                                                      | E   |                                                     | Lutherkirche Up de Worth                                     |                          |                                             | 31070    | weitere Bilder |
| 11774            | Up de Worth 23 (Lage)                                                                     | O   | Wohnhaus                                            |                                                              | 1954                     | Schween, Günter                             | 31070    |                |
| 31071            | Up de Worth 24, 26 (Lage)                                                                 | E   |                                                     | Up de Worth 24, 26                                           |                          |                                             | 31071    |                |
| 26491            | Up de Worth 24 (Lage)                                                                     | O   | Wohnhaus                                            |                                                              | 1933–1934                | Höger, Fritz                                | 31071    |                |
| 26490            | Up de Worth 25 (Lage)                                                                     | O   | Gemeindehaus                                        |                                                              | 1953; 1976 (Erweiterung) | Schween, Günter                             | 31070    |                |
| 26853            | Up de Worth 26 (Lage)                                                                     | O   | Wohnhaus                                            |                                                              | 1935                     | Höger, Fritz                                | 31071    |                |
| 26502            | Up de Worth 27 (Lage)                                                                     | O   | Pastorat                                            |                                                              | 1950                     | Schween, Günter                             | 31070    |                |
| 26852            | Up de Worth o.Nr. (Lage)                                                                  | O   | Kirchengebäude                                      | Evangelische Lutherkirche                                    | 1936/1937                | Hopp & Jäger (Hopp, Bernhard/Jäger, Rudolf) | 31070    |                |
| 31072            | Wellingsbüttler Weg 71a, 71b, 75a, 75b, bei Nr. 75a/75b (Lage)                            | E   |                                                     | Herrenhaus Wellingsbüttel                                    |                          |                                             | 31072    |                |
| 26493 (506)      | Wellingsbüttler Weg 71a, 71b (Lage)                                                       | O   | Gutshaus (Landhaus (nach Umbau))                    | Herrenhaus Wellingsbüttel, ehem.                             | 18. Jh., Mitte           | Nicht ermittelt; Haller, Martin (Umbau)     | 31072    |                |
| 26494 (141, 506) | Wellingsbüttler Weg 75a, 75b (Lage)                                                       | O   | Torgebäude                                          |                                                              | 1757                     | Greggenhofer, G. (vermutl.)                 | 31072    | weitere Bilder |
| 26859            | Wellingsbüttler Weg bei Nr. 75a/75b (Lage)                                                | O   | Kriegerdenkmal (Kriegerdenkmal 1914/18 und 1939/45) |                                                              | 20. Jh., Mitte           |                                             | 31072    |                |
| 26503 (823)      | Wellingsbüttler Weg 188 (Lage)                                                            | O   | Wohnwirtschaftsgebäude                              |                                                              | 1922                     |                                             |          |                |